# Murphy's Law (Murphy Lee)
Murphy's Law è l'album di debutto come solista del giovane rapper di St. Louis, Murphy Lee. L'11 ottobre 2003 l'album si è posizionato al n. 8 della classifica Billboard 200. Nell'album, inoltre, è contenuto il brano Shake Ya Tailfeather, con Nelly e Diddy, prodotto per il film Bad Boys II, e contenuto anche nella colonna sonora del film. Il primo singolo del disco è What da Hook Gon Be, con la collaborazione di Jermaine Dupri, seguito da Luv Me Baby, con la collaborazione di Jazze Pha e Sleepy Brown, e per finire il singolo Holp Up, con la collaborazione di Nelly.

## Tracklist
1. Be Myself
2. Don't Blow It (feat. City Spud)
3. Hold Up (feat. Nelly)
4. Granpa Gametight
5. Luv Me Baby (feat. Jazze Pha & Sleepy Brown)
6. Murphy's Law (Interlude)
7. Cool Wit It (feat. Nelly, Ali & Kyjuan)
8. This Goes Out (feat. Nelly, Roscoe, Cardan, Lil Jon, & Lil Wayne)
9. What da Hook Gon Be (feat. Jermaine Dupri)
10. So X-Treme (feat.. King Jacob & The Professor)
11. How Many Kids You Got (Interlude)
12. I Better Go (feat. Avery Storm)
13. Red Hot Riplets (feat. Nelly, Ali & Kyjuan)
14. Regular Guy (feat. Seven)
15. Gods Don't Chill (feat. King Jacob & The Professor)
16. Murphy Lee (feat. Zee)
17. Head From A Midget (Interlude)
18. Shake Ya Tailfeather (feat. Nelly & Diddy)
19. Same Ol'Dirty (feat. Toya)

## Critica
| Recensione su   | Giudizio |
| --------------- | -------- |
| All Music Guide | link     |